# Isoenzima
Gli isoenzimi (o isozimi) sono enzimi che catalizzano la stessa reazione, ma hanno una struttura chimica differente e diverse proprietà chimico-fisiche, quali il pH, il punto isoelettrico, la conducibilità elettrica e la mobilità elettroforetica.
Possono essere presenti in una stessa specie animale o vegetale, in individui diversi, o anche in uno stesso organismo a livello di distretti cellulari differenti.
Gli isoenzimi possono derivare o da geni differenti o da modificazioni post-traduzionali diverse oppure dall'assemblaggio alternativo delle differenti subunità. 
Ad esempio cinque differenti isoenzimi caratterizzano la lattato deidrogenasi (LDH), tutti tetramerici quindi quattro catene polipeptidiche ma due tipi differenti, M ed H. Dalle diverse combinazioni delle due catene si hanno i cinque isoenzimi: M4, M3H, M2H2, MH3, H4. Poiché gli isoenzimi sono distribuiti in maniera differente nei vari organi, l'analisi quantitativa di questi consente di risalire all'organo bersaglio della patologia. Dunque livelli alterati di questi sono indici specifici di alcune malattie come quelle cardiache, muscolari, ossee ecc. per questo sono di grande utilità diagnostica.
Ad esempio a seguito di un attacco cardiaco il valore dell'enzima lattato deidrogenasi (LDH) aumenta notevolmente a livello ematico; la quantità dell'isoenzima LDH1 ,definito anche H4, 24 ore dopo l'attacco cardiaco tende a superare la concentrazione dell'isoenzima LDH2 o MH3. La variazione del rapporto tra [LDH1]/[LDH2] insieme all'aumento della concentrazione ematica di un altro enzima cardiaco, la creatina chinasi (CK), è un segno evidente di un infarto miocardico recente. 
Inoltre, soprattutto nel regno vegetale, sono stati per lungo tempo usati (oggi in parte abbandonati per l'avvento dei marcatori a DNA) come marcatori molecolari, con lo scopo cioè di caratterizzare singoli individui facenti parte di un gruppo tassonomico (es. distinzione tra cultivar di una stessa specie o tra individui singoli di una popolazione)

## Esempi di isoenzimi
Esempi importanti di isoenzimi umani sono rappresentati:
- dal citocromo P-450, tutti di origine epatica;

- dagli isoenzimi della creatinchinasi (nota anche come creatin fosfochinasi) (CK o CPK) CK-MB, CK-MM, CK-BB. La creatinachinasi è una proteina dimerica caratterizzata dalla presenza di due catene polipeptidiche: M e B. la loro ricombinazione genera i tre isozimi: CK- MM, CK-MB e CK-BB. Gli isoenzimi creatinchinasi (CK), enzimi situati prevalentemente a livello del tessuto muscolare, presentano una diversa topografia che permette di diagnosticare quale tessuto dell'organismo è stato colpito da una determinata patologia. Il primo isoenzima MM risulta essere particolarmente prevalente a livello del muscolo scheletrico; il secondo isoenzima MB è molto diffuso a livello del muscolo cardiaco, non a caso è possibile osservare su un individuo colpito da infarto del miocardio un aumento di tale enzima diagnostico. Infine l'isoenzima BB è prevalentemente concentrato a livello del cervello.

- della fosfatasi alcalina (ALP) ALP1, ALP2, ALP3, ALP4;

- dalle amilasi pancreatica e salivare;

- della lattato deidrogenasi (LDH) LDH1, LDH2, LDH3, LDH4, LDH5. L'enzima lattato deidrogenasi è una proteina tetramerica che presenta quattro catene polipetidiche le cui diverse combinazioni permette di segnalare cinque isoenzimi. Tali isoenzimi vengono anche definiti: LDH5 - M4, particolarmente abbondante a livello del muscolo scheletrico; LDH4- M3H; LDH3- M2H2 molto diffuso nel tessuto renale e nel cervello; LDH2-MH3; LDH1-H4 presente soprattutto nel miocardio.

- dell'aspartato transaminasi (AST) AST1 citoplasmatica, AST2 mitocondriale;

- della piruvato deidrogenasi chinasi (PDK) PDK1, PDK2;

- dell'α-reduttasi tipo 1 e tipo 2;

- della glucochinasi (GK) nel fegato ed esochinasi (HK) nel muscolo.

## Metodiche analitiche
Le metodiche di laboratorio comunemente utilizzate per identificare e quantificare i singoli isoenzimi possono essere così schematizzate:
- metodi generali d'analisi
  - elettroforesi (su gel non denaturante)
  - cromatografia a scambio ionico
  - separazione per punto isoelettrico
- metodi selettivi
  - chimici
    - sfruttano sostanze inibitrici

  - fisici
    - resistenza termica

  - immunologici
    - titolazione con anticorpi specifici